# Biennale du Fort de Bron
La Biennale du Fort de Bron était une représentation théâtrale en plein air dans le cadre du Fort de Bron. Crée en 1987 avec au départ 1500 spectateurs, il connait une progression de sa fréquentation jusqu'à atteindre 16 000 spectateurs depuis l’édition de 2007.
L'édition 2015 de la Biennale est cependant annulée par la municipalité de Bron puis le festival n'est finalement pas relancé. 

## Les éditions
- Les Mystères de Paris d’Eugène Sue en (1987)
- Quatrevingt-treize de Victor Hugo (1989)
- Gargantua de François Rabelais (1991)
- Germinal d’Émile Zola (1993)
- Le Capitaine Fracasse de Théophile Gautier (1995)
- Roméo et Juliette de William Shakespeare (1997)
- Dom Juan de Molière (1999)
- Un chapeau de paille d'Italie d’Eugène Labiche (2001)
- Les Histoires extraordinaires d’Edgar Allan Poe (2003)
- Shape ou La Petite Amérique d’André Fornier et Daniel Carlet (2005)
- Les Mille et Une nuits (2007)
- L'Odyssée d’Homère (2009)
- La Dame de chez Maxim de Georges Feydeau (2011)
- Don Quijote de la Mancha de Adrian Schvarzstein (2013)